# Vương quốc Montenegro
Vương quốc Montenegro (tiếng Serbia: Краљевина Црнa Горa / Kraljevina Crna Gora) là một quốc gia theo chế độ quân chủ ở Đông Nam châu Âu, hiện nay là Montenegro, tồn tại trong những năm hỗn bất ổn trên bán đảo Balkan và chiến tranh thế giới lần thứ nhất. Về mặt pháp lý, quốc gia này theo chế độ quân chủ lập hiến, nhưng trên thực tế là quân chủ chuyên chế.
Ngày 28 tháng 11 năm 1918, sau khi kết thúc chiến tranh thế giới lần thứ nhất, cùng với chính phủ Montenegro vẫn đang lưu vong, hội đồng Podgoria tuyên bố thống nhất vương quốc này với Vương quốc Serbia, mà ngay sau đó 3 ngày, quốc gia thống nhất này tiếp tục được sáp nhập vào Vương quốc của người Serb, Croat và Slovene.

## Lịch sử
Hoàng tử Nicholas xứ Montenegro công bố Vương quốc Montenegro ở Cetinje ngày 28 tháng 8 năm 1910. Vua Nicholas I (khi ông trở thành) đã cai trị đất nước này là Hoàng tử từ năm 1860, và đã khởi xướng một số cải cách hiện đại vào đầu thế kỷ 20, như giới thiệu một hiến pháp và một loại tiền tệ mới, Montenegro perper.
Montenegro tham gia Chiến tranh Balkan lần thứ nhất vào năm 1912, hy vọng giành được một phần trong các khu vực Rumelia được Ottoman kiểm soát cuối cùng. Montenegro đã thực hiện thêm lợi ích lãnh thổ bằng cách tách Sandžak với Serbia vào ngày 30 tháng 5 năm 1913. Nhưng người Montenegro đã phải từ bỏ thành phố mới bị bắt của İşkodra (Skadar ở Serbia, ngày nay là Shkodër) đến bang Albania mới vào tháng 5 năm 1913, tại sự khăng khăng của các cường quốc vĩ đại, mặc dù người Montenegro đã đầu tư 10.000 người vào việc chiếm giữ thị trấn (tháng 4 năm 1913) từ các lực lượng Ottoman-Albania của Esad Pasha. Essad Pasha đã thỏa thuận đầu hàng thị trấn cho người Montenegro để đổi lấy Montenegro ủng hộ tuyên bố của mình ở miền Trung Albania. Tuy nhiên, như Shkodër và các khu vực xung quanh có một đa số người Albania gốc lớn, khu vực này đã đến bang Albania để thay thế.
Khi Chiến tranh Balkan thứ hai nổ ra vào tháng 6 năm 1913, Serbia chiến đấu chống lại Bulgaria, và vua Nicholas đứng về phía Serbia.
Trong Thế chiến thứ nhất (1914-1918) Montenegro liên minh với Triple Entente, phù hợp với chính sách ủng hộ Serbia của Vua Nicholas. Theo đó, Áo-Hungary chiếm đóng Montenegro từ ngày 15 tháng 1 năm 1916 đến tháng 10 năm 1918.
Vào ngày 20 tháng 7 năm 1917, việc ký kết Tuyên bố Corfu đã báo trước sự thống nhất Montenegro với Serbia. Ngày 26 tháng 11 năm 1918, Hội đồng Podgorica, một cơ quan được bầu tuyên bố đại diện cho người Montenegro, nhất trí thông qua một nghị quyết làm vua Nicholas I (người vẫn còn lưu vong) và thống nhất Montenegro với Serbia. Khi sự kiện này Nicholas I, người trước đây đã hỗ trợ thống nhất với Serbia thành một quốc gia lớn hơn với triều đại của ông đóng vai trò then chốt, chuyển sang thúc đẩy chủ nghĩa dân tộc Montenegro và chống lại Liên minh Serbia, một vị trí ông duy trì cho đến khi ông qua đời tại Pháp vào năm 1921.
Vào ngày 1 tháng 12 năm 1918, Vương quốc Nam Tư được tạo ra, nơi cả Serbia và Montenegro đều là một phần.
Trong Thế chiến II, các lực lượng chiếm đóng ở Nam Tư đã coi việc biến thống đốc của Montenegro thành một vương quốc bù nhìn, nhưng không có gì xảy ra với các kế hoạch này.

## Những người cai trị

### Vua Montenegro (1910–1918)
- Nicholas I của Montenegro (1910–1918)

### Thủ tướng (1910–1916)
- Lazar Tomanović (1910–1912)
- Mitar Martinović (1912–1913)
- Janko Vukotić (1913–1915)
- Milo Matanović (1915–1916)

### Thủ tướng lưu vong (1916–1922)
- Lazar Mijušković (1916)
- Andrija Radović (1916–1917)
- Milo Matanović (1917)
- Evgenije Popović (1917–1919)
- Jovan Plamenac (1919–1921)
- Anto Gvozdenović (1921–1922)
- Milutin Vučinić (1922)
- Anto Gvozdenović (1922)

## Thư viện ảnh

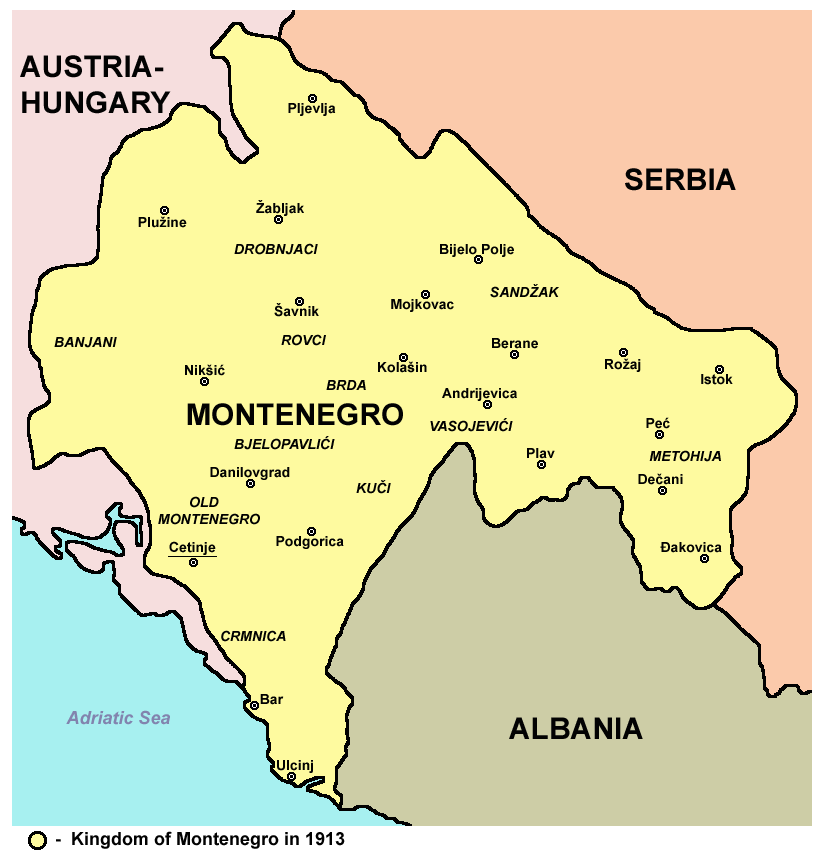
Vương quốc Montenegro năm 1913.
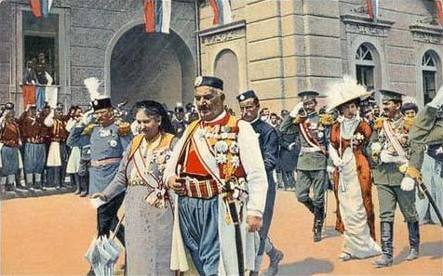
Tuyên bố của Vương quốc Montenegro, ngày 28 tháng 8 năm 1910.